# Barura
Barura är ett underdistrikt i Bangladesh. Det ligger i den sydöstra delen av landet, 80 kilometer sydost om huvudstaden Dhaka.
Trakten runt Barura består till största delen av jordbruksmark. Runt Barura är det mycket tätbefolkat, med 1 819 invånare per kvadratkilometer.